# Monte Arcosu
Il monte Arcosu è una montagna del massiccio del Sulcis, alta 948 m.
È situato nel settore settentrionale del massiccio montuoso. Per la sua posizione periferica e la caratteristica forma tronco-conica e monolitica, è ben visibile dalle pianure del Cixerri e del Campidano.
Il monte dà il nome alla più vasta oasi naturalistica del WWF Italia, nella quale è situato sul confine settentrionale. Sulla sommità passa il confine fra i territori comunali di Siliqua e Uta.

## Descrizione

### Origine e significato del nome
Il nome della montagna deriva dal termine "árku" che, nella lingua sarda, indica la particolare forma arcuata delle rocce della vetta. Lo stesso termine dà il nome ad altri monti della Sardegna meridionale, come il monte Arcuentu.

### Territorio
La singolare forma della montagna è dovuta alla natura geologica. Come la maggior parte dei rilievi del Sulcis, anche il complesso di monte Arcosu ha un'origine antica, risalente al Paleozoico, e la sua attuale conformazione è il risultato dell'erosione differenziale che si ebbe sui complessi montuosi eretti dall'orogenesi ercinica. Il massiccio è formato da un'intrusione granitica del Carbonifero che poggia su un basamento di scisti del Paleozoico e, a sua volta, sormontato sempre da scisti paleozoici. L'erosione post-ercinica rimosse completamente lo strato scistoso superiore dalle vicine vette, lasciando affiorare i caratteristici leucograniti di monte Lattias, monte Genna Strinta e altri rilievi minori. Nel monte Arcosu ha invece risparmiato lo strato superiore, modellandolo e lasciando affiorare il granito lungo le pareti. La sommità è pertanto addolcita da vette scistose modellate (monte Arcosu, punta Is Paucelis, punta Pala Niedda); l'unico affioramento granitico in vetta si ritrova sul margine meridionale (Rocca Su Scavoni). Le pareti, di natura granitica, sono invece alquanto ripide.

### Clima

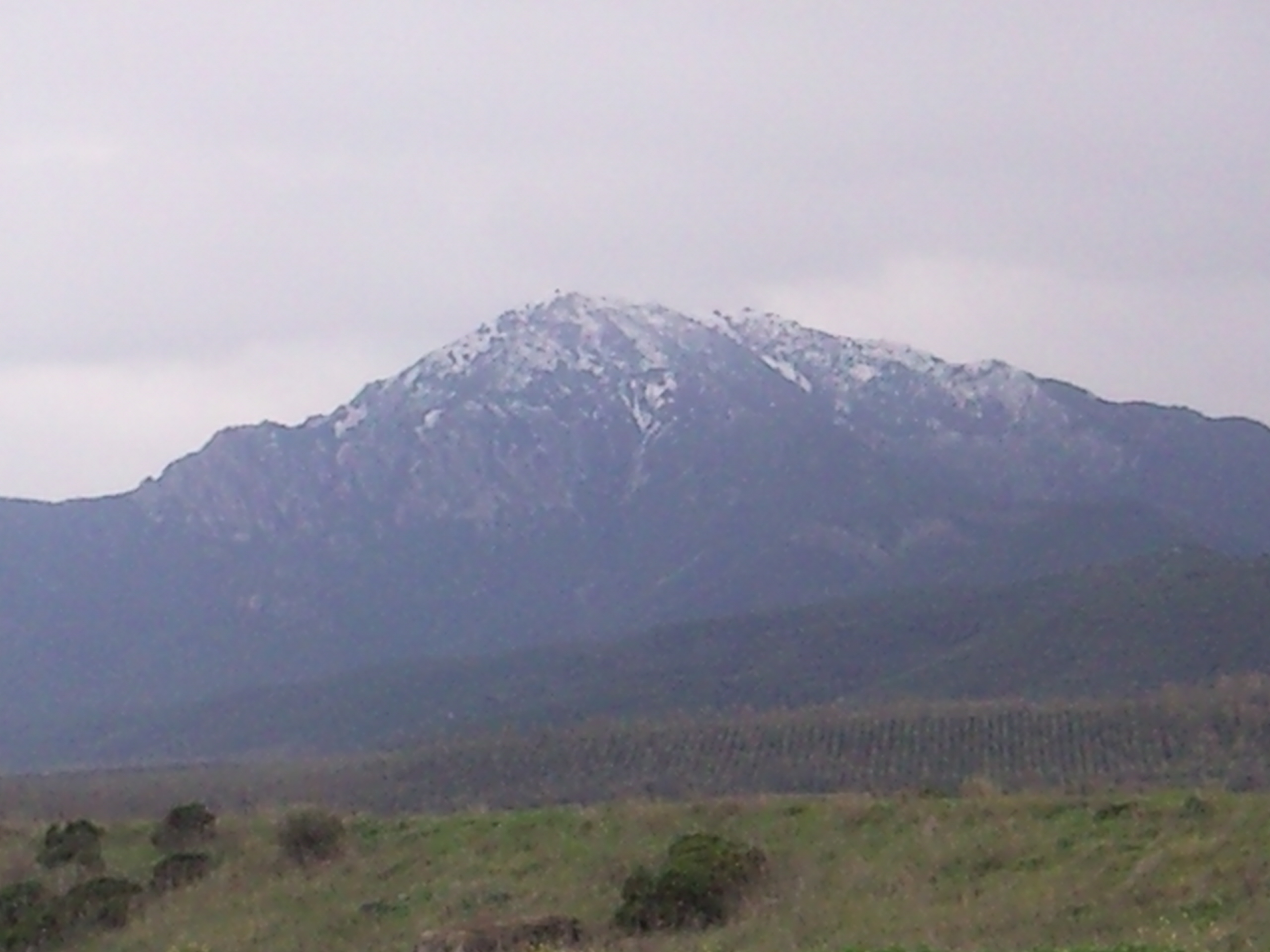
Neve sulla vetta in inverno

Il clima sul monte, data la non elevata altezza, è pressoché simile a quello della piana del Campidano sottostante, mite e secco. Durante l'estate da giugno a settembre è possibile che non piova mai. Tra maggio e agosto le medie climatiche indicano precipitazioni cumulate per 45 mm, dovute esclusivamente agli sporadici eventi temporaleschi estivi. Negli altri mesi si accumula un totale in media di 350 mm con il picco massimo tra ottobre e dicembre. Le precipitazioni nevose sono rare, di breve durata, poco voluminose e generalmente giacciono solamente in prossimità della vetta. Il barometro scende quindi raramente sotto i 0 °C in inverno, mentre è più frequente in estate superare i 40 °C a causa dei caldi venti meridionali provenienti dall'Africa. La zona è molto ventosa, spazzata spesso con forza dal Maestrale che spira da Nord Ovest abbassando le temperature, e che fa da vento dominante; mentre da Sud Est soffia spesso lo Scirocco che alza le temperature ma che generalmente prelude a perturbazioni provenienti dal Mediterraneo occidentale.